# Cantone di Le Châtelet-en-Brie
Il Cantone di Le Châtelet-en-Brie era una divisione amministrativa dell'arrondissement di Melun.
È stato soppresso a seguito della riforma complessiva dei cantoni del 2014, che è entrata in vigore con le elezioni dipartimentali del 2015.
Comprendeva i comuni di:
- Blandy-les-Tours
- Chartrettes
- Le Châtelet-en-Brie
- Châtillon-la-Borde
- Échouboulains
- Les Écrennes
- Féricy
- Fontaine-le-Port
- Machault
- Moisenay
- Pamfou
- Sivry-Courtry
- Valence-en-Brie